# Walter Rudin
Walter Rudin (Wenen, 2 mei 1921 - Madison, 20 mei 2010) was een wiskundige uit de Verenigde Staten, die hoogleraar was aan de Universiteit van Wisconsin-Madison.
Hij is vooral bekend van zijn drie studieboeken over wiskundige analyse:
- Principles of Mathematical Analysis, Beginselen van de wiskundige analyse, 1976
- Functional Analysis, over de functionaalanalyse, 2006
- Real and Complex Analysis, Analyse en complexe functietheorie, 2009

Rudin werd in 1921 geboren in een Oostenrijkse Joodse familie. Zij vluchtten na de Anschluss in 1938 naar Frankrijk. Na de Franse nederlaag in de zomer van 1940 vluchtte Rudin naar Engeland en diende daar de rest van de oorlog in de Royal Navy, de Britse marine. Hij vertrok na de oorlog naar de Verenigde Staten, waar hij in 1949 zijn doctoraat behaalde aan de Duke University in North Carolina. Hij ging daarna eerst op het MIT college geven, werd daarna hoogleraar aan de Universiteit van Wisconsin-Madison en gaf daar gedurende 32 jaar college. Hij won in 1993 de Steele-prijs.
Hij trouwde in 1953 met Mary Ellen Estill, zij was ook een wiskundige. Het echtpaar woonde in het Walter Rudin House in Madison in de Amerikaanse staat Wisconsin, dat door Frank Lloyd Wright was ontworpen. Rudin stierf op 20 mei 2010 aan de gevolgen van de ziekte van Parkinson.